# Équipe cycliste Shimano Racing

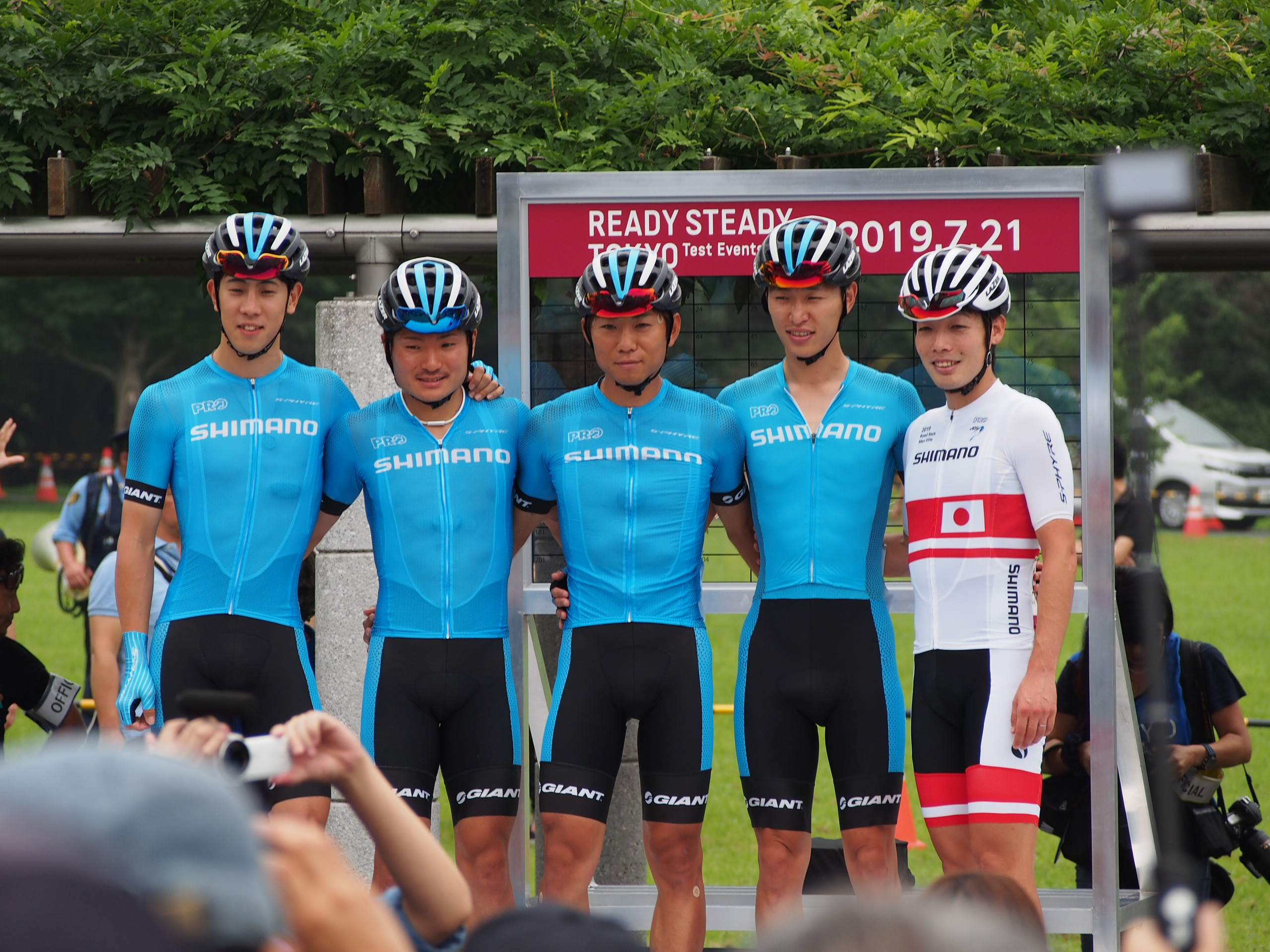
Des coureurs de l'équipe lors du test event des Jeux de Tokyo 2020.

L'équipe cycliste Shimano Racing (officiellement Shimano Racing Team) est une équipe cycliste japonaise participant aux circuits continentaux de cyclisme et en particulier l'UCI Asia Tour. 

## Histoire de l'équipe
L'équipe a été créée en 2009 comme une filiale japonaise de l'équipe néerlandaise Skil-Shimano avec la plupart des japonais de l'équipe 2008. Seuls Yukihiro Doi et Fumiyuki Beppu restent dans l'équipe continentale professionnelle. Le maillot de l'équipe est proche de celui de Skil-Shimano. L'équipe prend part aux épreuves du circuit asiatique.

## Principales victoires

### Championnats nationaux
- Championnats du Japon sur route : 3
  - Course en ligne : 2019 (Shotaro Iribe)
  - Course en ligne espoirs : 2017 (Kota Yokoyama)
  - Contre-la-montre espoirs : 2023 (Yoshiki Terada)

- Championnats du Japon de cyclo-cross : 1
  - Espoirs : 2014 (Kota Yokoyama)

## Classements UCI
L'équipe participe aux épreuves des circuits continentaux et en particulier de l'UCI Asia Tour. Les tableaux ci-dessous présentent les classements de l'équipe sur les différents circuits, ainsi que son meilleur coureur au classement individuel.
UCI Asia Tour
| UCI Asia Tour | UCI Asia Tour          | UCI Asia Tour                             | UCI Asia Tour |
| Année         | Classement par équipes | Meilleur coureur au classement individuel |               |
| ------------- | ---------------------- | ----------------------------------------- | ------------- |
| 2009          | 11e                    | Shinri Suzuki (15e)                       |               |
| 2010          | 15e                    | Shinri Suzuki (23e)                       |               |
| 2011          | 13e                    | Yusuke Hatanaka (30e)                     |               |
| 2012          | 31e                    | Yusuke Hatanaka (39e)                     |               |
| 2013          | 34e                    | Yusuke Hatanaka (70e)                     |               |
| 2014          | 54e                    | Shotaro Iribe (149e)                      |               |
| 2015          | 52e                    | Shotaro Iribe (103e)                      |               |
| 2016          | 63e                    | Keisuke Kimura (171e)                     |               |
| 2017          | 36e                    | Shotaro Iribe (139e)                      |               |
| 2018          | 47e                    | Shotaro Iribe (85e)                       |               |
| 2019          | 25e                    | Shotaro Iribe (34e)                       |               |
| 2022          | 18e                    | Tadaaki Nakai (35e)                       |               |
| 2023          | 31e                    | Tadaaki Nakai (120e)                      |               |
| 2024          | 20e                    | Yoshiki Terada (46e)                      |               |
|               |                        |                                           |               |
| Source : UCI  |                        |                                           |               |

UCI Europe Tour
| UCI Europe Tour | UCI Europe Tour        | UCI Europe Tour                           | UCI Europe Tour |
| Année           | Classement par équipes | Meilleur coureur au classement individuel |                 |
| --------------- | ---------------------- | ----------------------------------------- | --------------- |
| 2014            | 125e                   | Yusuke Hatanaka (1057e)                   |                 |
|                 |                        |                                           |                 |
| Source : UCI    |                        |                                           |                 |

L'équipe est également classée au Classement mondial UCI qui prend en compte toutes les épreuves UCI et concerne toutes les équipes UCI.
| Classement mondial | Classement mondial     | Classement mondial                        | Classement mondial |
| Année              | Classement par équipes | Meilleur coureur au classement individuel |                    |
| ------------------ | ---------------------- | ----------------------------------------- | ------------------ |
| 2016               | -                      | Keisuke Kimura (1129e)                    |                    |
| 2017               | -                      | Shotaro Iribe (992e)                      |                    |
| 2018               | -                      | Shotaro Iribe (799e)                      |                    |
| 2019               | 153e                   | Shotaro Iribe (712e)                      |                    |
| 2022               | 135e                   | Tadaaki Nakai (725e)                      |                    |
| 2023               | 162e                   | Tadaaki Nakai (1524e)                     |                    |
| 2024               | 133e                   | Yoshiki Terada (880e)                     |                    |
|                    |                        |                                           |                    |
| Source : UCI       |                        |                                           |                    |

## Saisons précédentes

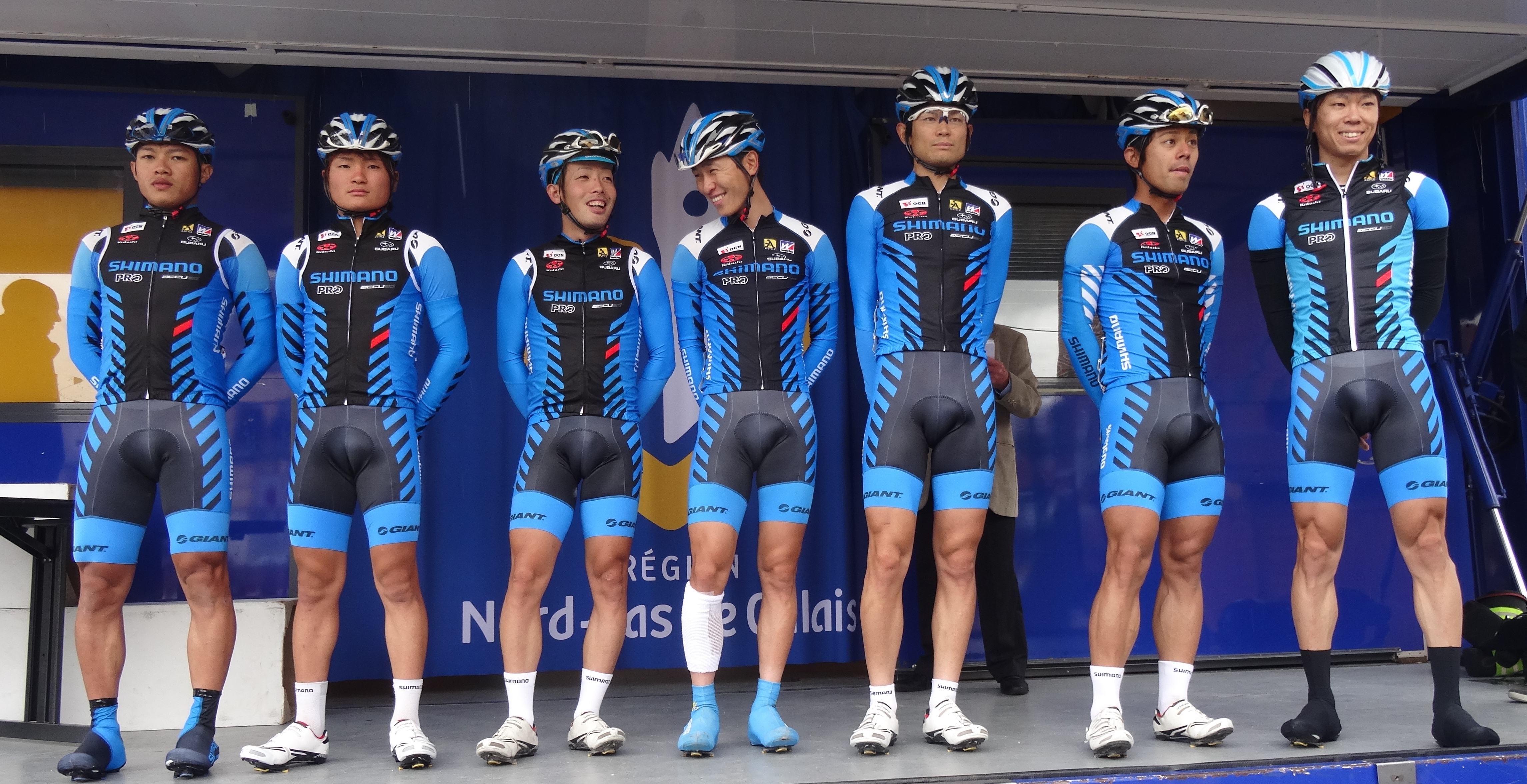
Sept coureurs lors de la Ronde pévéloise 2014.

Quelques coureurs
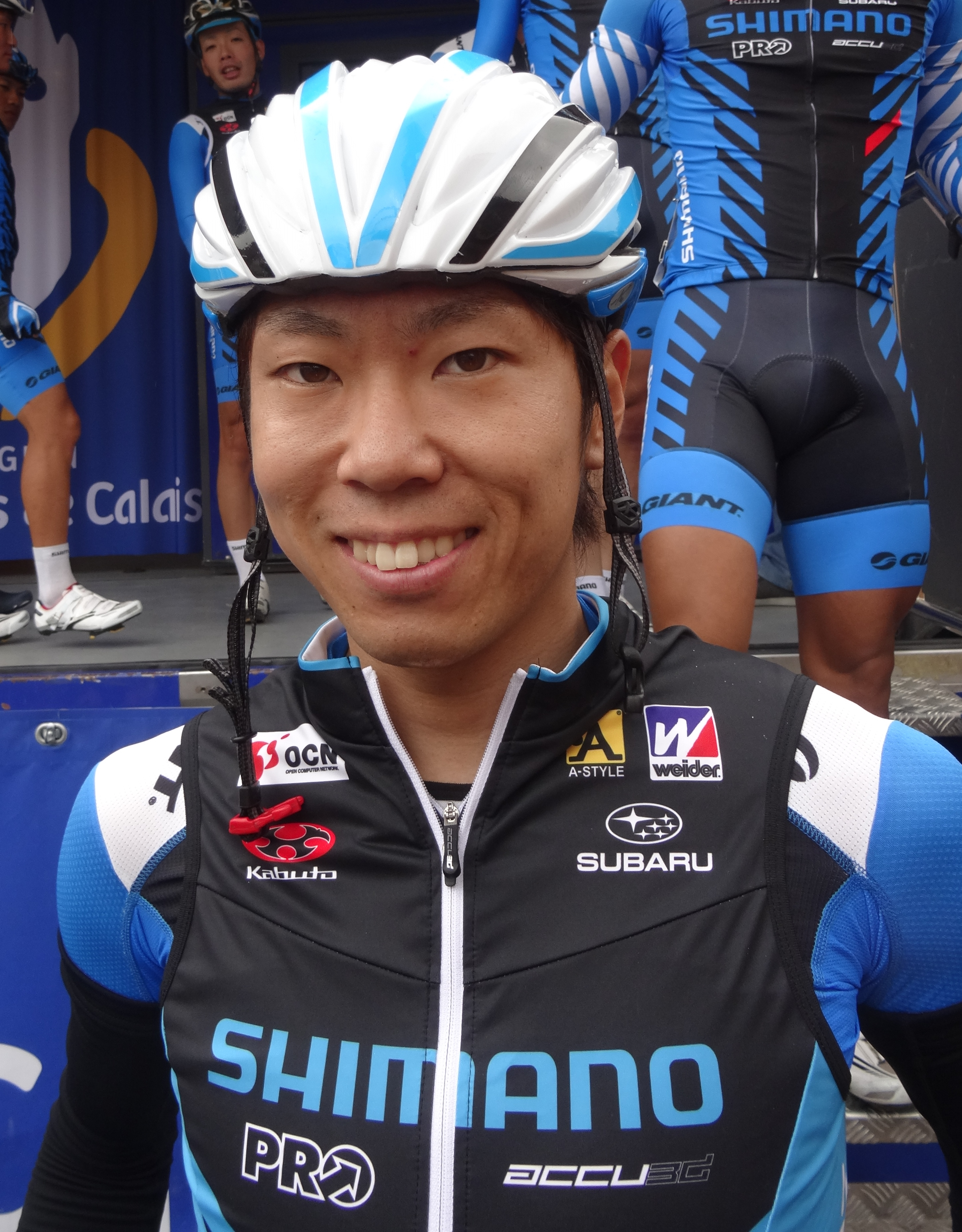
Yusuke Hatanaka.
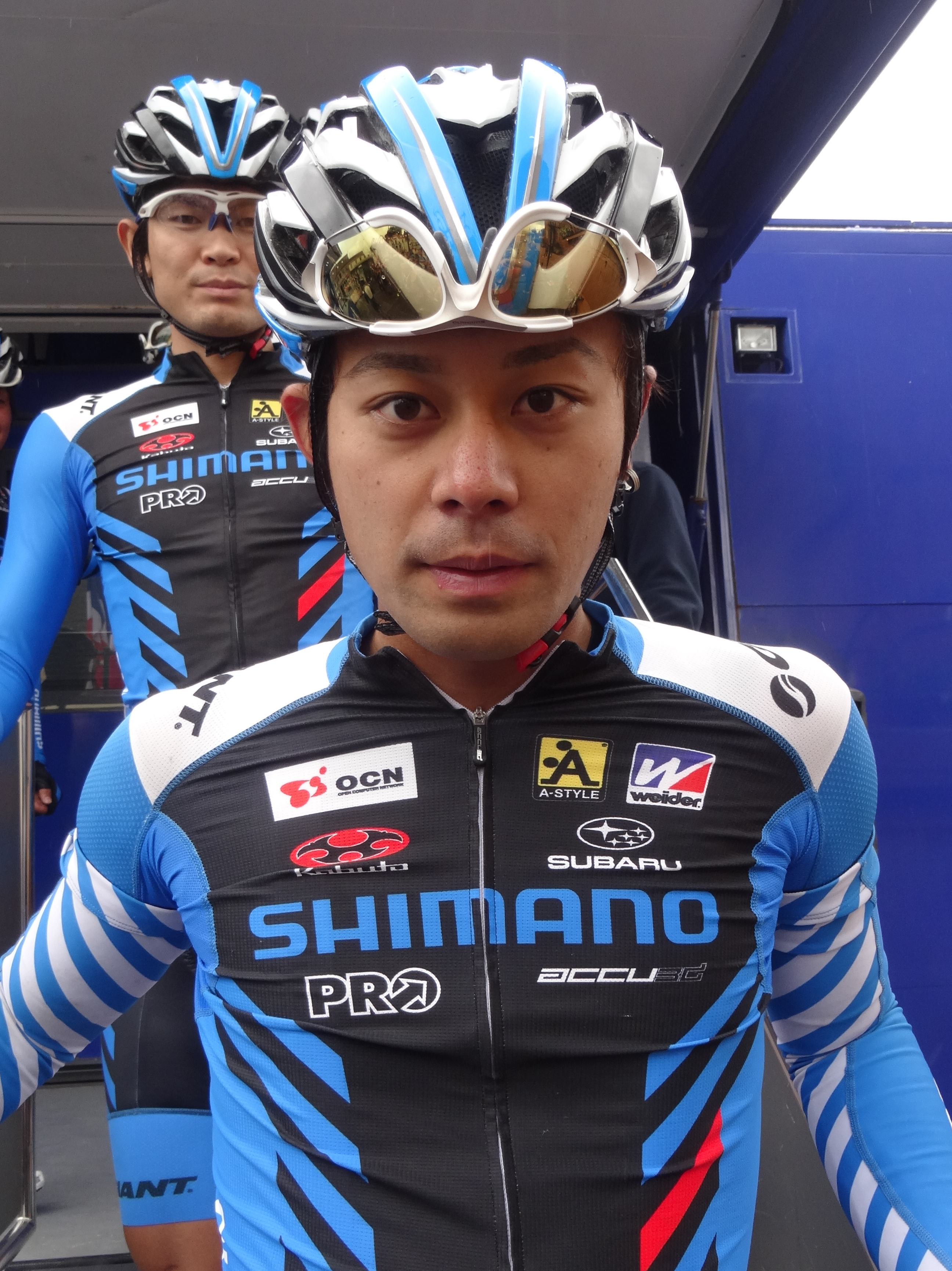
Hayato Yoshida.
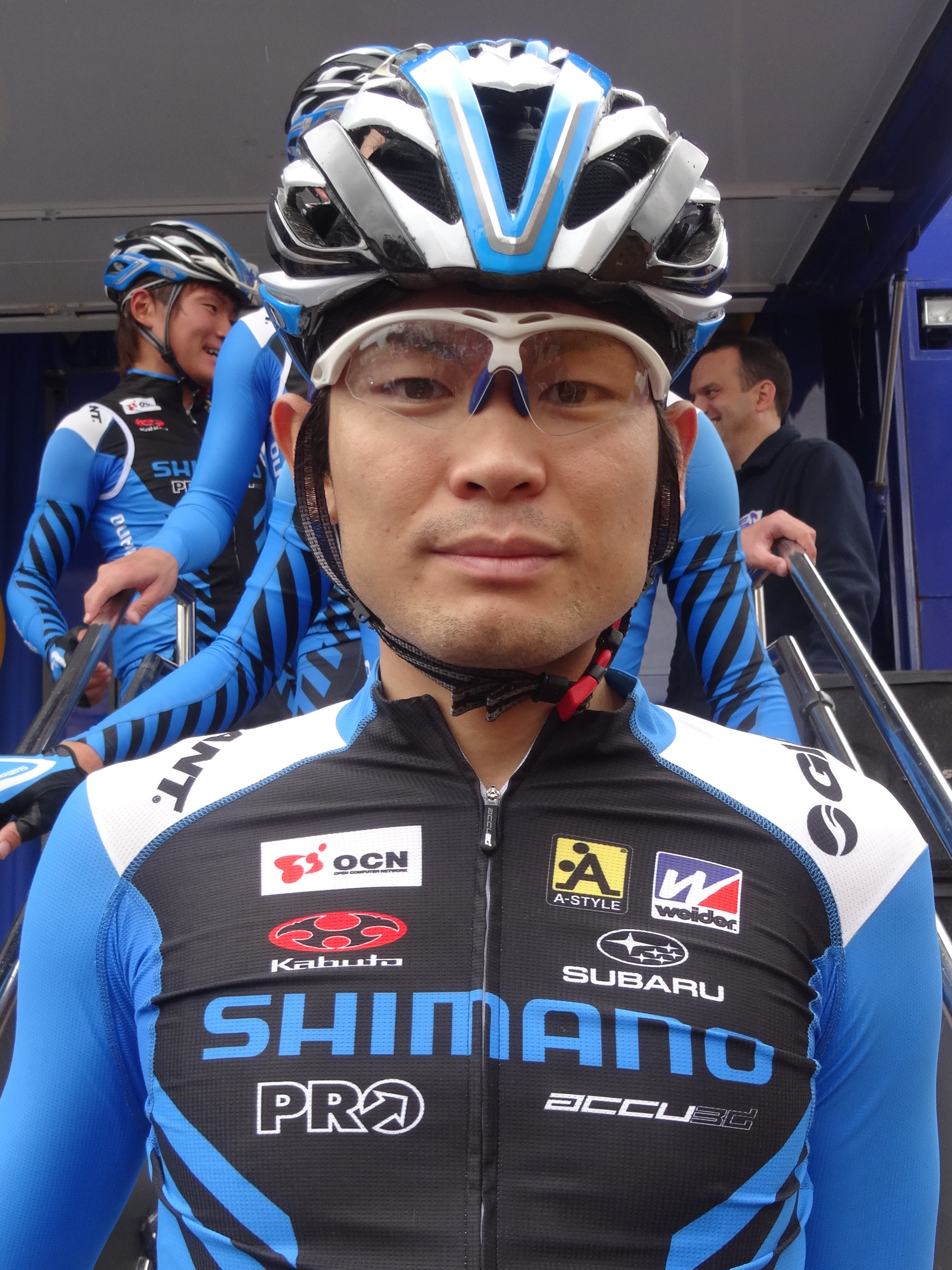
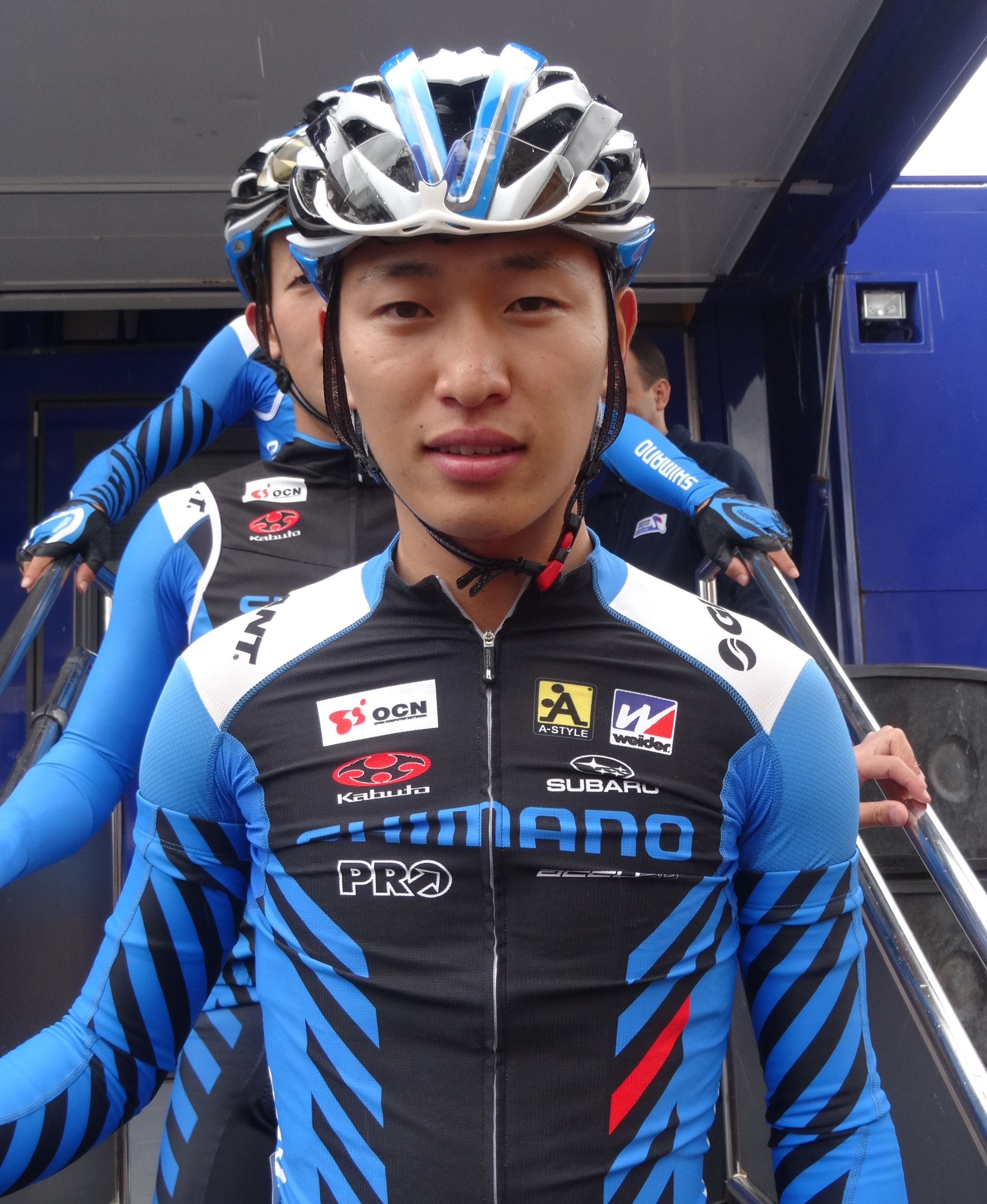
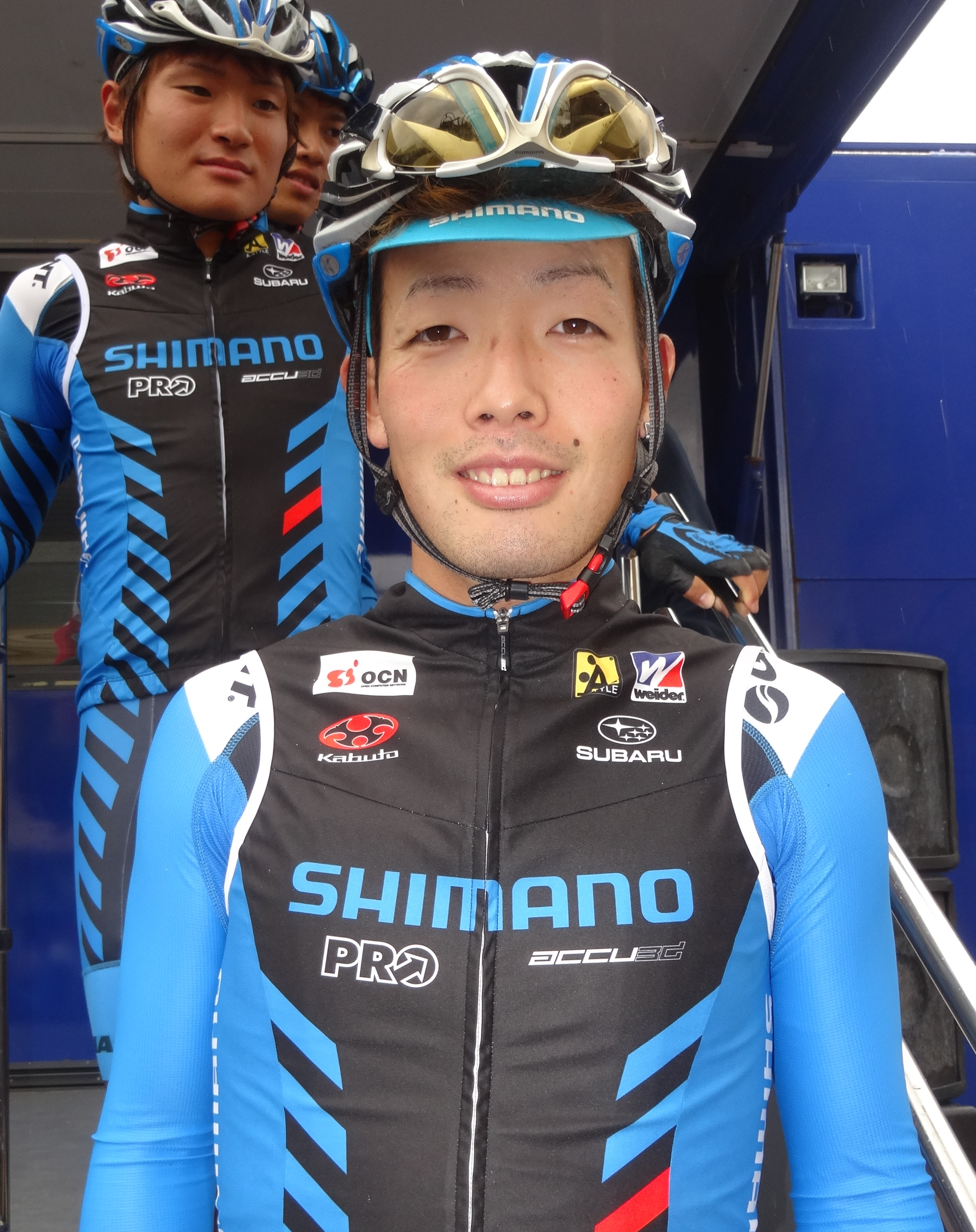
Shotaro Iribe.
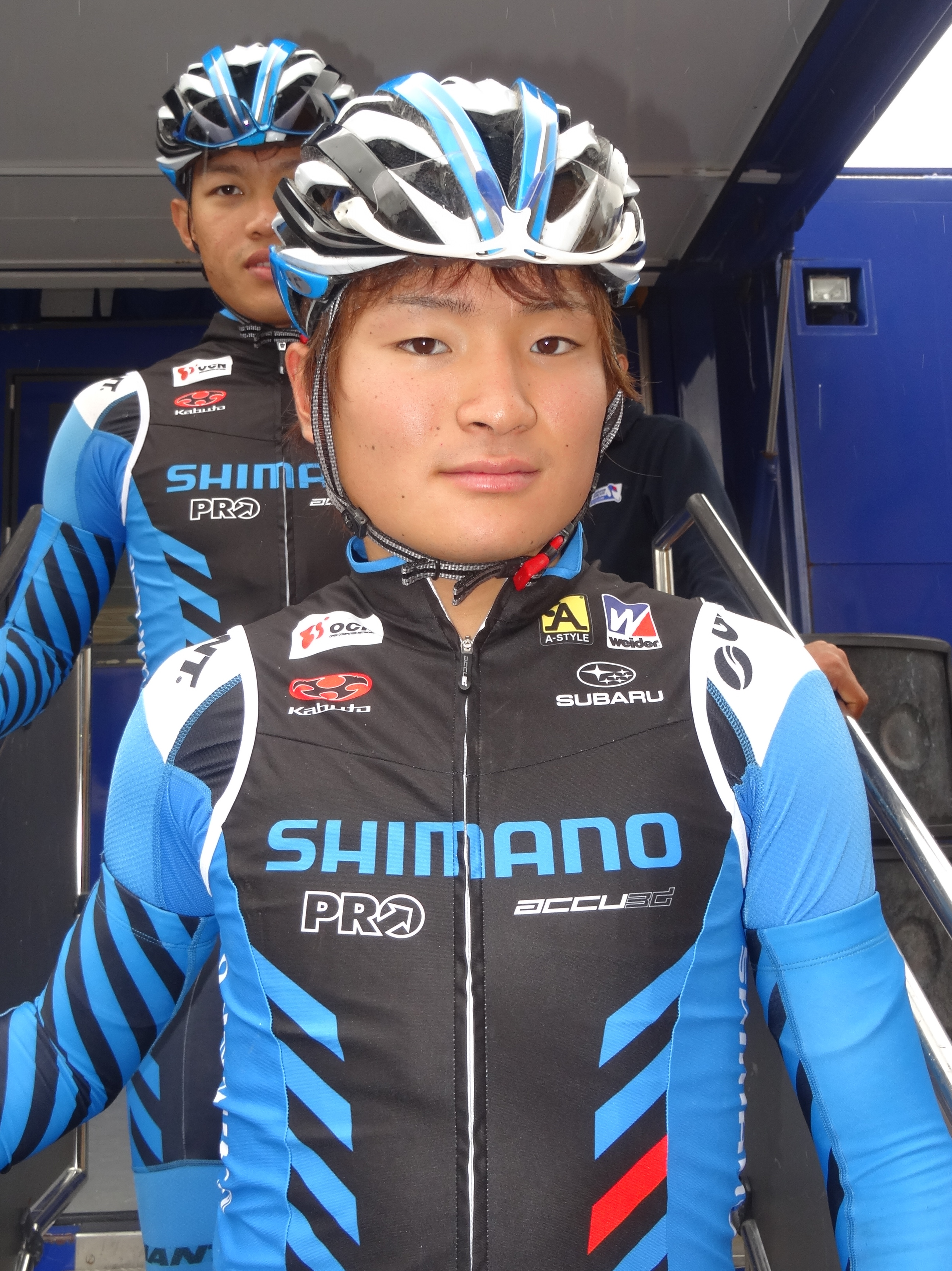
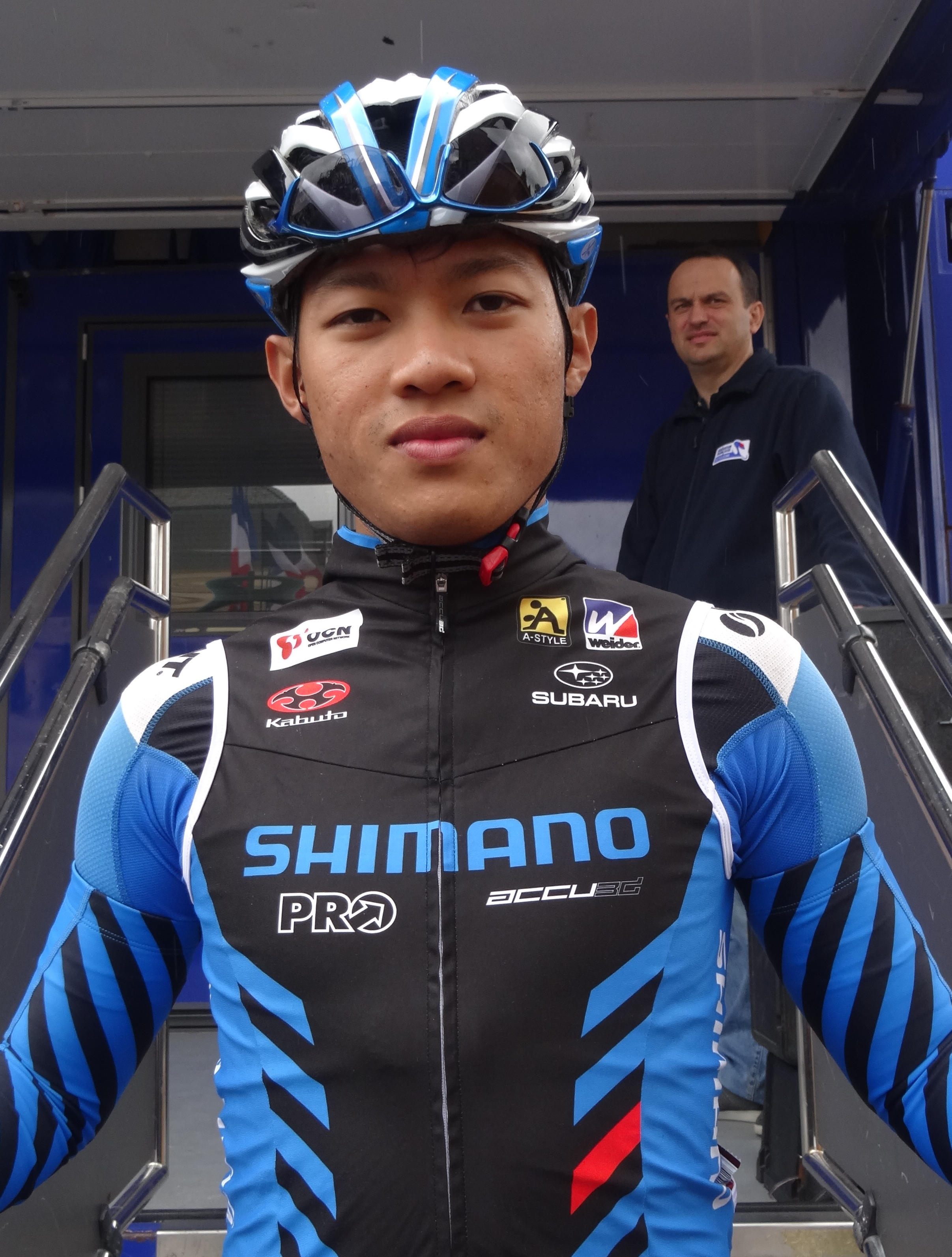
Darren Low.

## Shimano Racing Team en 2022
| Cycliste       | Date de naissance | Nationalité | Équipe 2021         |  |
| -------------- | ----------------- | ----------- | ------------------- |  |
| Takeharu Amano | 20 décembre 2001  | Japon       | Shimano Racing Team |  |
| Fuminari Inoue | 20 août 1997      | Japon       |                     |  |
| Shoma Kazama   | 22 mai 1996       | Japon       | Shimano Racing Team |  |
| Ryo Minato     | 12 avril 1992     | Japon       | Shimano Racing Team |  |
| Tadaaki Nakai  | 12 décembre 1996  | Japon       | Shimano Racing Team |  |
| Takahiko Ogata | 5 décembre 1998   | Japon       | Shimano Racing Team |  |
| Takashi Sato   | 9 décembre 1999   | Japon       | Nasu Blasen         |  |
| Jo Shigemitsu  | 30 mai 1998       | Japon       | Shimano Racing Team |  |
| Ryota Tokoi    | 11 décembre 1998  | Japon       | Shimano Racing Team |  |
| Kota Yokoyama  | 20 août 1995      | Japon       | Shimano Racing Team |  |